# Agalliopsis sexspinata
Agalliopsis sexspinata är en insektsart som beskrevs av Nielson och Carolina Godoy 1995. Agalliopsis sexspinata ingår i släktet Agalliopsis och familjen dvärgstritar. Inga underarter finns listade i Catalogue of Life.